# Skala Rockalla
Skala Rockalla – skala oceny ryzyka nawrotu krwawienia z przewodu pokarmowego oraz ryzyka zgonu spowodowanego krwawieniem z górnego odcinka przewodu pokarmowego. 
Skala została opracowana przez zespół kierowany przez angielskiego lekarza Timothy’ego Rockalla w 1996 roku. 

## Skala Rockalla
| Liczba punktów       | Liczba punktów            | 0                                   | 1              | 2                                                                                               | 3                                                               |
| -------------------- | ------------------------- | ----------------------------------- | -------------- | ----------------------------------------------------------------------------------------------- | --------------------------------------------------------------- |
| Wiek                 | Wiek                      | ≤60                                 | 60–79          | ≥80                                                                                             | –                                                               |
| Wstrząs              | tętno ciśnienie skurczowe | ≤100 ≥100                           | >100 ≥100      | >100 <100                                                                                       | –                                                               |
| Choroby towarzyszące | Choroby towarzyszące      | bez istotnych                       | –              | niewydolność serca choroba niedokrwienna serca inne istotne np: cukrzyca astma oskrzelowa POChP | przewlekła choroba nerek niewydolność wątroby rozsiany nowotwór |
| endoskopia           | endoskopia                | bez zmian zespół Mallory’ego-Weissa | wszystkie inne | nowotwór złośliwy                                                                               | –                                                               |
| znamiona krwawienia  | znamiona krwawienia       | brak płaska plama na dnie wrzodu    | –              | widoczna krew aktywne krwawienie widoczne naczynie krwionośne skrzep                            | –                                                               |

## Interpretacja

### Interpretacja przedendoskopowa
Wynik uzyskuje się po zsumowaniu punktów przed wykonaniem gastroskopii i jego interpretacja jest następująca:
| liczba punktów | hospitalizacja                    | gastroskopia | rokowanie           |
| -------------- | --------------------------------- | ------------ | ------------------- |
| 0–2            | oddział chorób wewnętrznych       | do 24 godzin | ryzyko zgonu – 0,1% |
| ≥3             | decyzja po wykonaniu gastroskopii | pilnie       | poważne             |
| 7              |                                   |              | ryzyko zgonu – 50%  |

### Interpretacja poendoskopowa
Wynik uzyskuje się po zsumowaniu punktów po wykonaniu gastroskopii i jego interpretacja jest następująca:
| liczba punktów | ryzyko nawrotu krwawienia [%] | ryzyko zgonu [%] |
| -------------- | ----------------------------- | ---------------- |
| 0              | 5                             | 0                |
| 1              | 3                             | 0                |
| 2              | 5                             | 0                |
| 3              | 11                            | 3                |
| 4              | 14                            | 5                |
| 5              | 24                            | 11               |
| 6              | 33                            | 17               |
| 7              | 44                            | 27               |
| 8+             | 42                            | 42               |